# NGC 6194
NGC 6194 је елиптична галаксија у сазвежђу Херкул која се налази на NGC листи објеката дубоког неба.
Деклинација објекта је + 36° 12' 2" а ректасцензија 16h 36m 37,0s. Привидна величина (магнитуда) објекта NGC 6194 износи 13,8 а фотографска магнитуда 14,8. NGC 6194 је још познат и под ознакама MCG 6-36-54, CGCG 196-82, KUG 1634+363, PGC 58598.